# Fiat Cinquecento
 (juillet 2018).
Si vous disposez d'ouvrages ou d'articles de référence ou si vous connaissez des sites web de qualité traitant du thème abordé ici, merci de compléter l'article en donnant les références utiles à sa vérifiabilité et en les liant à la section « Notes et références ».
La Fiat Cinquecento est une petite citadine d'entrée de gamme fabriquée par le constructeur automobile italien Fiat. Le code interne Fiat du modèle est 170.
Elle est produite de 1991 à 1998 dans l'usine de Tychy en Pologne.

## Historique
La  Fiat Cinquecento  est d'abord un projet Fiat au début des années 1980, et comme beaucoup de ses prédécesseurs le projet X1/79 devait être une voiture de l'avenir, mais contrairement à d'autres projets de X tels que lese X1/9 et X2/0 (qui est devenue la Lancia Beta Monte Carlo), le dossier de la conception de ce modèle était celui d'une petite voiture de ville, pas chère à produire, pas chère à conduire, pouvant séduire les acheteurs de petites voitures à travers l'Europe.
Présentée en 1991 comme l'héritière de la Fiat 126 elle reçut l'appellation Fiat Cinquecento, cinq-cents en italien, pour rappeler son ancêtre, la Fiat 500. La Cinquecento est une petite voiture mais peut recevoir jusqu'à 5 personnes adultes à son bord. Elle fut aussi déclinée en version sportive et un modèle de Rallye a été produit, ce qui a permis de créer une Coupe Fiat Cinquecento et un championnat.
La fabrication de ce modèle, doté d'une seule carrosserie à 3 portes, a été réservée aux usines polonaises de Fiat, FSM.
Elle possède des suspensions à 4 roues indépendantes, des freins à disque à l'avant, à tambours à l'arrière.
Du point de vue de la sécurité, elle bénéficie d'une carrosserie très rigide avec des barres de protection dans les portes en cas de chocs latéraux et toute la coque est en acier galvanisé.
Grâce à son coefficient de pénétration aérodynamique (Cx 0,33) et à son poids limité (de 710 à 735 kg à vide suivant le modèle), sa consommation est très faible, moins de 6 litres aux 100 km.
Au cours des 7 années pendant lesquelles elle fut fabriquée, elle ne reçut que quelques retouches mineures mais les motorisations évoluèrent pour se conformer aux normes anti-pollution et suivirent les évolutions technologiques.
La Cinquecento est arrivé 2e à l'élection de la meilleure sportive de l'année selon le magazine Échappement en 1995[réf. nécessaire].
Aujourd'hui les Cinquecento Sporting notamment commencent à être considérées comme des Youngtimers (des voitures de pré collection), qui ont environ 20 ans et les modèles en bon état se négocient entre 1 200 et 1 800 euros (2015).

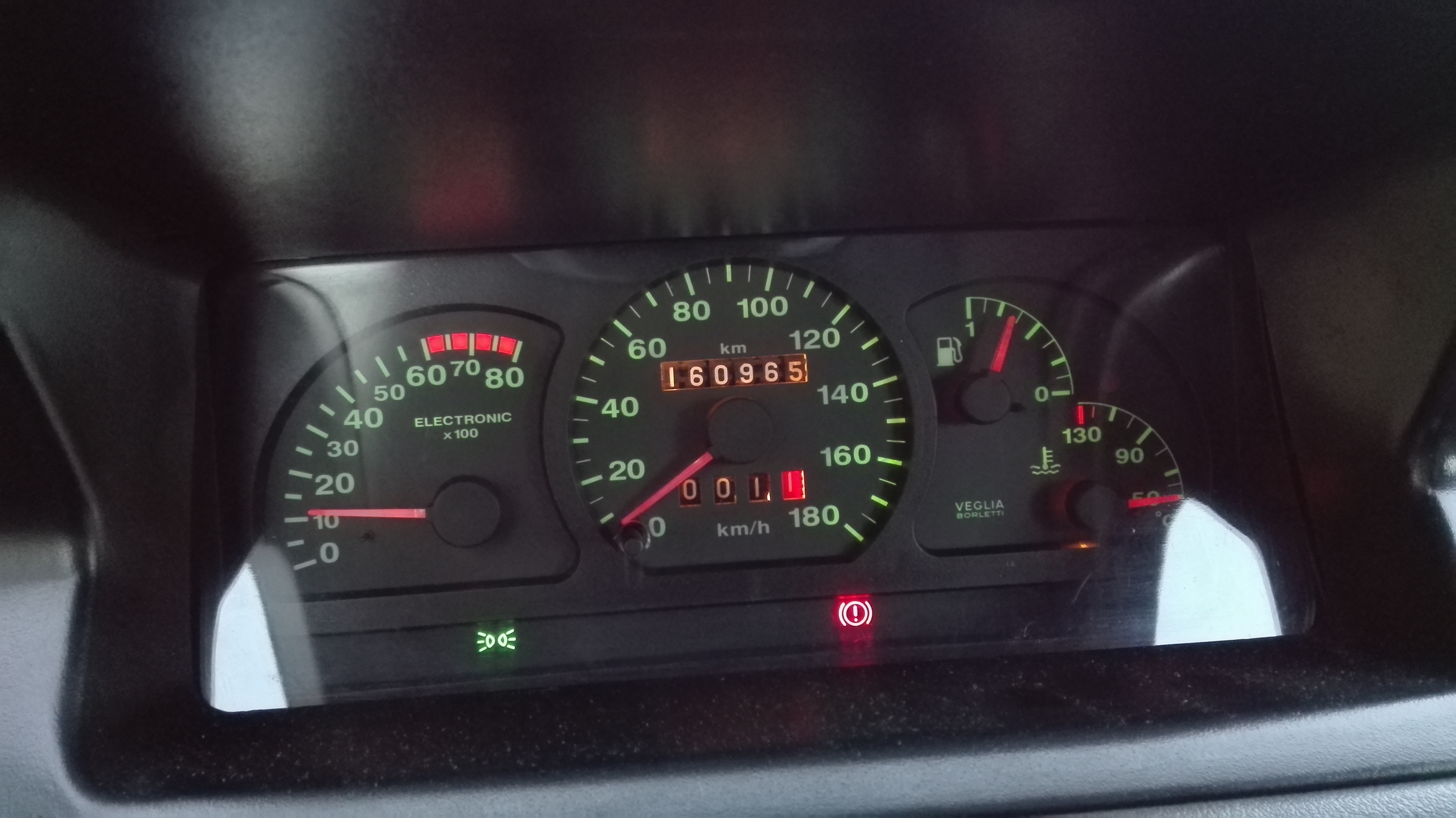
Compteur Sporting

## Motorisations
La Fiat Cinquecento a plusieurs motorisations possibles :
- 704 cm3 (indisponible en France et réservé aux marchés de l'Europe Centrale et Orientale, ce moteur est issue du bicylindre de la fiat 500/126, à l'image de ce que Fiat avait fait avec la panda 30) ;
- 903 cm3 sortie en carburateur tout d'abord, puis en injection de 899 cm3 pour des raisons de normes antipollution en 1993 (issue du 903 cm3 sorti au départ sur la Fiat 127 et monté sur d'autres modèles de la gamme Fiat pendant toute la période des années 1970-80 (850, A112, 850T…), et réduit en cylindrée à 899 cm3 pour l'Allemagne où la petite Fiat se vendait bien, en raison de la norme antipollution et des coûts d'assurance avantageant les véhicules de moins de 900 cm3);
- 1 108 cm3 issue des modernes « Moteur Fiat FIRE », monté uniquement sur le modèle Sporting.

La puissance des moteurs allait de 30 à 54 ch. La Fiat Cinquecento n'a jamais été équipée de moteur Diesel.
| Moteur | Fabrication | Alimentation | Cylindrée | Puissance     | Couple Maxi (N m) | Accélération 0–100 km/h | Vitesse maxi |
| ------ | ----------- | ------------ | --------- | ------------- | ----------------- | ----------------------- | ------------ |
| 0.7    | 1991 – 1993 | essence      | 704 cm3   | 22 kW (30 ch) | 47 à 5 500 tr/min | 30 s                    | 130 km/h     |
| 0.9    | 1991 – 1993 | essence      | 903 cm3   | 30 kW (41 ch) | 65 à 5 500 tr/min | 18 s                    | 140 km/h     |
| 0.9i   | 1993 – 1998 | essence      | 899 cm3   | 29 kW (39 ch) | 65 à 5 500 tr/min | 18 s                    | 140 km/h     |
| 1.1i   | 1994 – 1998 | essence      | 1 108 cm3 | 40 kW (54 ch) | 80 à 5 500 tr/min | 13,8 s                  | 150 km/h     |

## Versions
La version de base (sans appellation) est équipée du bicylindre 704 cm3 non disponible en France. Esthétiquement, elle se rapproche de la finition S et les ceintures arrière ne possèdent pas d'enrouleurs. 
La version S est dotée d'un moteur 903 cm3, de pare-chocs noir, et intérieur bien souvent dans des tonalités de bleu. Il constitue le modèle d'entrée de gamme en France. Ce moteur bénéficie d’une boîte 5 vitesses contrairement au modèle 700 cm3.

La version Young est une série spéciale sortie en juillet 1998. Cette version diffère de la S par un prix plus abordable que la version S. L'intérieur est un mélange de bleu et des couleurs Fiat. En ce qui concerne les sièges, ils sont bicolores. Les petites jantes en acier avec un enjoliveur central ressemblant aux Fiat Uno et Panda permettent de différencier cette version de la version S. Un logo Young est aussi apposé sur le hayon.

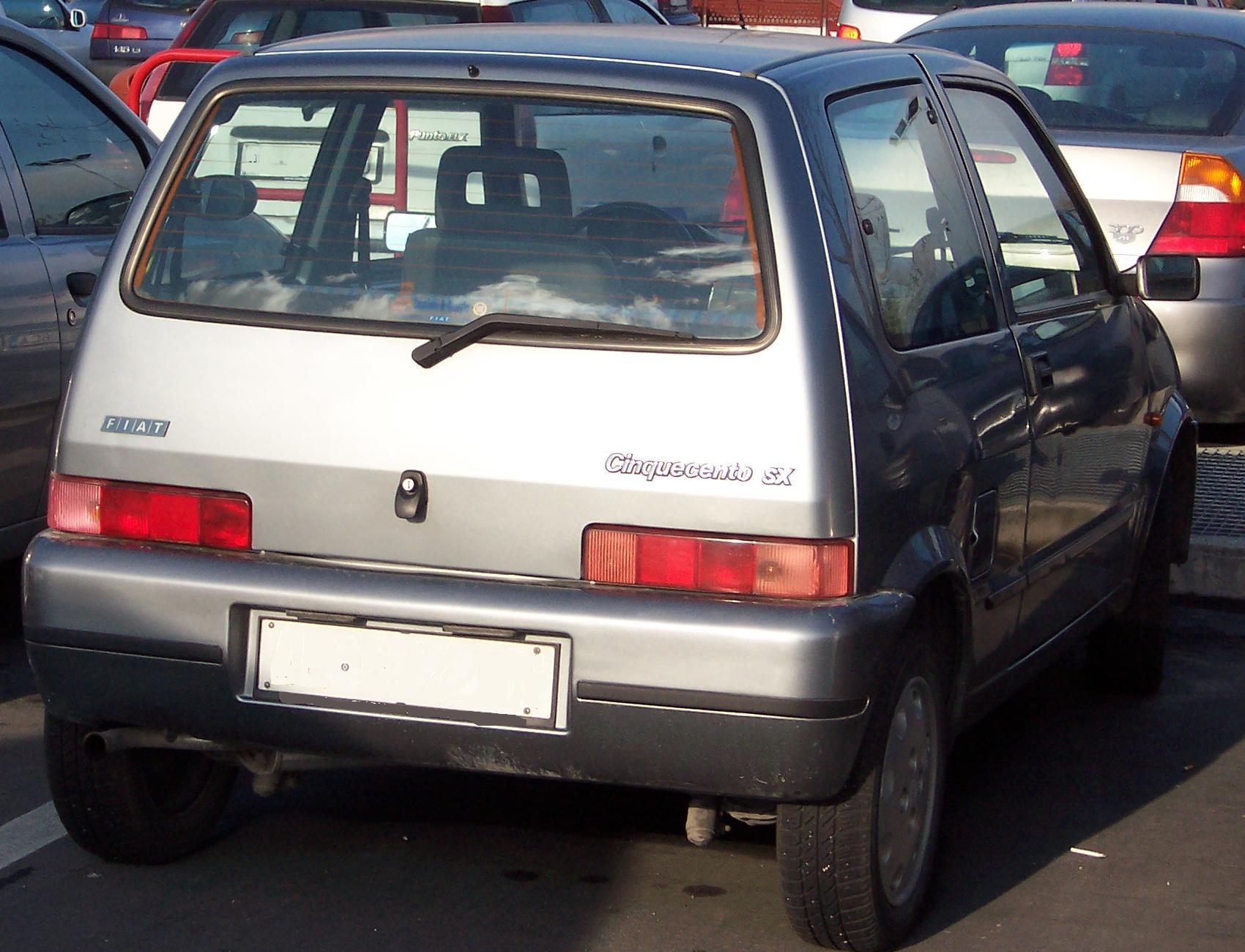
Version SX.

La version SX propose quelques options supplémentaires comme les vitres électriques, une fermeture centralisée des portes avec un moteur de 900 cm3 mais aussi les feux avant à carcasse noire au lieu de grise, clignotants fumés, et feux arrière rouge-rosé. Les pare-chocs sont peints de la couleur de la carrosserie. Ces modifications la rendent plus agréable et confortable à l'usager comparaison de la version S.
Les versions promotionnelles des versions S et SX sont produites sous les noms S Shopping FM et SX Shopping FM.
La version Suite est une série spéciale sur la base de la SX mais équipée en série d'une climatisation en gardant les choix de couleurs et de motorisation de la SX. Une couleur spéciale est disponible : le rose métallisé. Une autre série spéciale la Soleil, toujours sur la base de la SX, dispose d'un toit ouvrant en toile électrique, d'un intérieur spécifique. Cinq couleurs spécifiques sont également disponibles : vert clair métallisé, gris métallisé, bleu clair métallisé, bleu violet métallisé, et une seule teinte non métallisée, le blanc brillant.

### Fiat Cinquecento Sporting

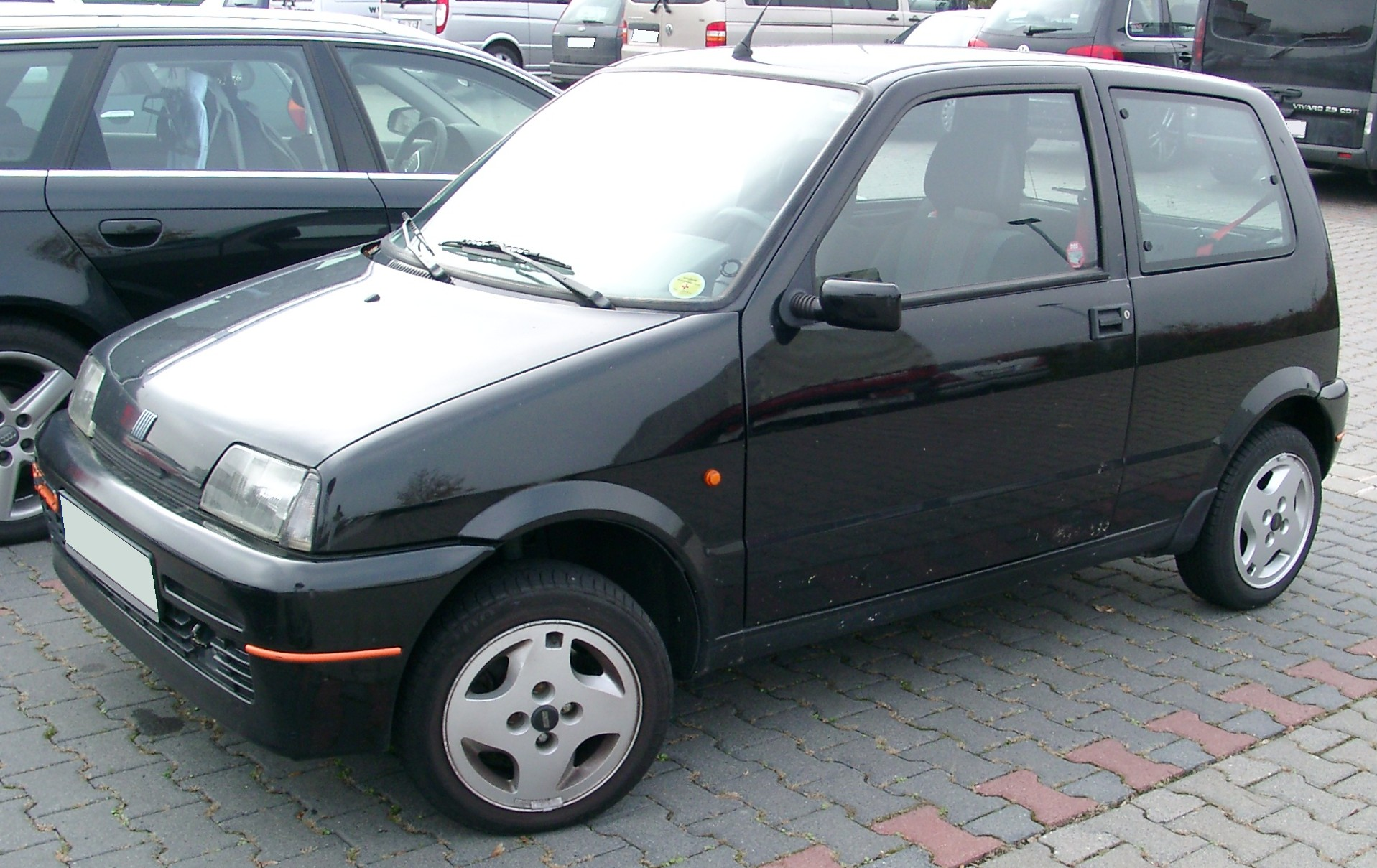
Version Sporting.

Une version Sporting est également disponible avec un moteur 1 108 cm3 emprunté à la Punto 55, préparée à Turin et présentée en 1994, ajoute une touche sportive au niveau mécanique et esthétique. C'est souvent le modèle le plus recherché en occasion.
Pour les Cinquecento Sporting Phase 1 (1994/1995) Disponible en 3 couleurs : Rouge Sporting (189 Rosso Sporting)  Jaune Genêt (Giallo G inestra 258) et Noir (Nero 601), une teinte Métallisée en option, le Gris Nickel (Grigio Nickel Metallizato 652).
Pour les Cinquecento Sporting Phase 2 (1996/1998) Disponible en 3 couleurs : Rouge Starter (Rosso Starter)  Jaune Genêt (Giallo ginestra 258) et Noir (Nero 601), deux teintes Métallisées, le Gris Trend MET 2C (Grigio Trend Metallizato 645), et le bleu Imola (Imola Blu Metallizato 481/A).
Les phases 1 et 2 se différencient grâce à la couleur des feux arrière (clignotants orange à l'avant et arrière sur phase 1 et clignotants avant clairs et rouge rosé à l'arrière sur phase 2). Au niveau carrosserie, on peut aussi noter la présence d'une arête placée entre les 2 feux arrière sur la phase 1 qui disparaitra sur la phase 2 (ceci est valable pour tous les modèles de la gamme).
L'extérieur se différencie par les rétroviseurs peints ton carrosserie (idem Soleil), des baquettes sur les pare-chocs et une entrée d'air colorée sur un côté du pare-chocs avant rouge ou noir selon le coloris de la voiture.
Des jantes alu spécifiques 4 branches au look Fiat des années 90, chaussées d'origine en pneus Pirelli P700Z (165/55/13) au profil arrondi et à la gomme très tendre. Beaucoup de propriétaires les ont remplacés par des Dunlop SP Sport ou Bridgestone B530 puis RE720 en 175/50/13, au profil plus carré et plus résistants mais dangereux sous la pluie (aquaplanages fréquents), des Pirelli P5000 Drago sont venus corriger ces soucis dès 1998, toujours en 175/50-R13 puis plus tard des Yokohama A039/A048 semi slick et des A539 bon compromis route/circuit sont apparus après 2002.
L'amortissement des Sporting était spécifique par rapport aux versions standards avec des combinés plus courts de 20 mm à l'avant et à l'arrière et une sortie d'échappement brunie presque ovale venait terminer le look sportif de l'extérieur. On peut aussi noter la présence d'une boite courte à 5 vitesses et une gestion électronique spécifique Magnetti Marelli.
À l''intérieur, les garnitures des sièges au look semi-baquet, recouverts d'un tissu à Trame Noire, Grise, Rouge et Jaune, qui était légèrement différente selon les phases 1 et 2 (inversion d'une couleur) avec des appuis tête pleins. Le volant et le pommeau sont gainés de cuir et des ceintures de couleur rouge venaient compléter la tenue de Sport.
Le bloc compteur (gradué jusqu'à 180 km/h !) spécifique à ce modèle intègre un compte-tours.
En 1996, Fiat France a commercialisé des Séries « Tour de France » sur les modèles Cinquecento, Panda et Punto. Ces séries sont rares, les véhicules étaient badgés « Tour de France » à l'arrière et à l'intérieur, des stickers « vélos colorés » sur les portières, accompagnés d'un porte-clés.

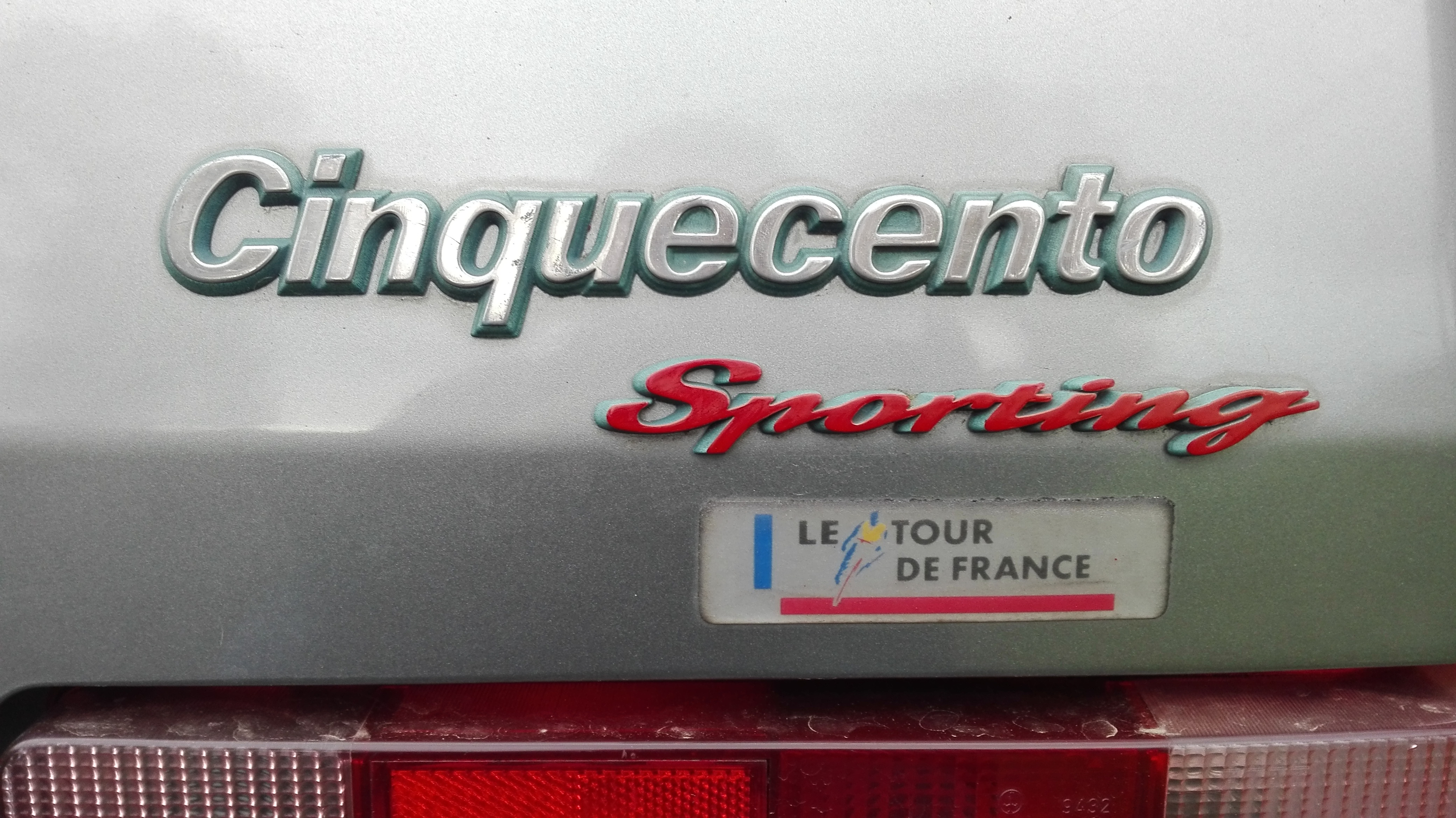

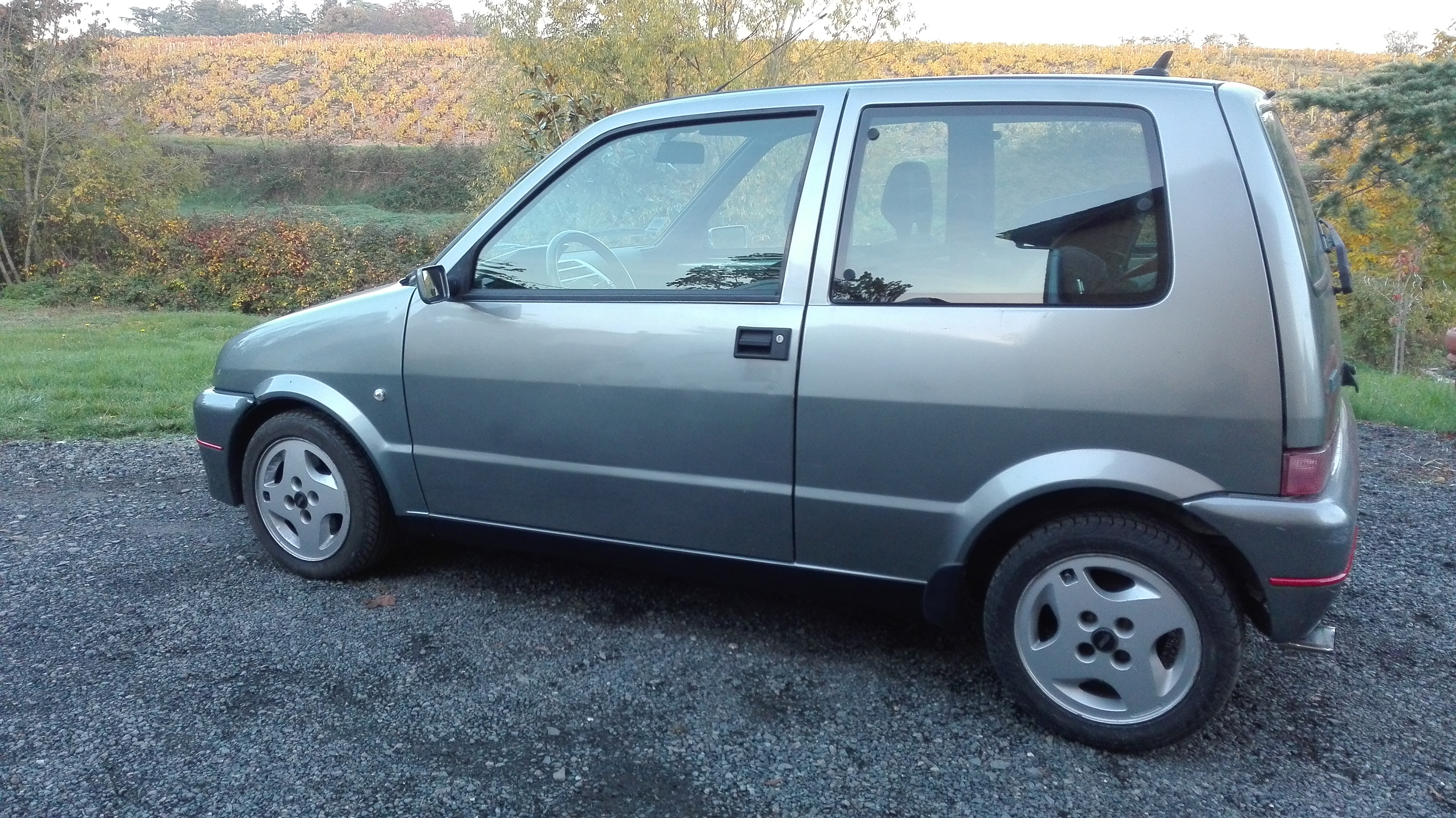

### Les options
- Fermeture centralisée des portes
- Vitres électriques
- Climatisation
- Toit ouvrant manuel
- Toit découvrable (version Soleil uniquement)
- Jante alliage 13 pouces (Sur SX)
- Banquette arrière fractionnable
- Airbag conducteur (à partir de 1998)
- Accessoires Abarth

### Les options de la Linea Accessori
À la suite du rachat par Fiat en 1971, le groupe Fiat propose une ligne d'accessoires estampillés Abarth (et non plus Abarth & C.) pour certains, des éléments piochés chez les accessoiristes comme Momo ou Speedline et rebadgés Abarth :
Selon les pays, les accessoires suivants étaient disponibles :
- Jantes en 13 pouces 5 branches Speedline
- Volant et moyeu Momo
- Kit carrosserie aux lignes arrondies (Rajout de pare-chocs avant avec anti-brouillard et arrière, jupes latérales avec logo "Abarth", ainsi qu'un becquet avec et sans 3e feu stop)
- Pédalier alu avec tampons caoutchouc
- Pommeau Cuir bicolore rouge et noir et un cadre le soufflet de levier de vitesse en alu et vis BTR.
- Des cache-moyeux rouge avec le scorpion Abarth.
- Une sortie échappement ronde chromée
- Une paire de déflecteurs d'essuie-glace
- Des housses de sièges.

Une ligne de vêtements « Abarth » était également disponible comme des gants, des t-shirts, un coupe vent, un imperméable ou encore un sac de sport, complétée par une montre, un porte clé, une paire de lunettes ou encore un pin's pour parfaire sa tenue « Abarth ».

## La Fiat Cinquecento Elettra
La Fiat Cinquecento Elettra, construite en petite série et équipée d'un moteur électrique n'a jamais été diffusée en France.
Elle pouvait recevoir en option des vitres électriques, le verrouillage centralisé, la climatisation, un toit ouvrant manuel, et un airbag conducteur (à partir de 1997) que l’on retrouve sur les Seicento.
Plusieurs coordonnés d'intérieurs existent : un mêlant gris clair et noir pour les plastiques, et un gris foncé et noir (qu'on retrouve systématiquement sur la Sporting, et sur les S selon l'année du modèle.

## La Cinquecento en rallye

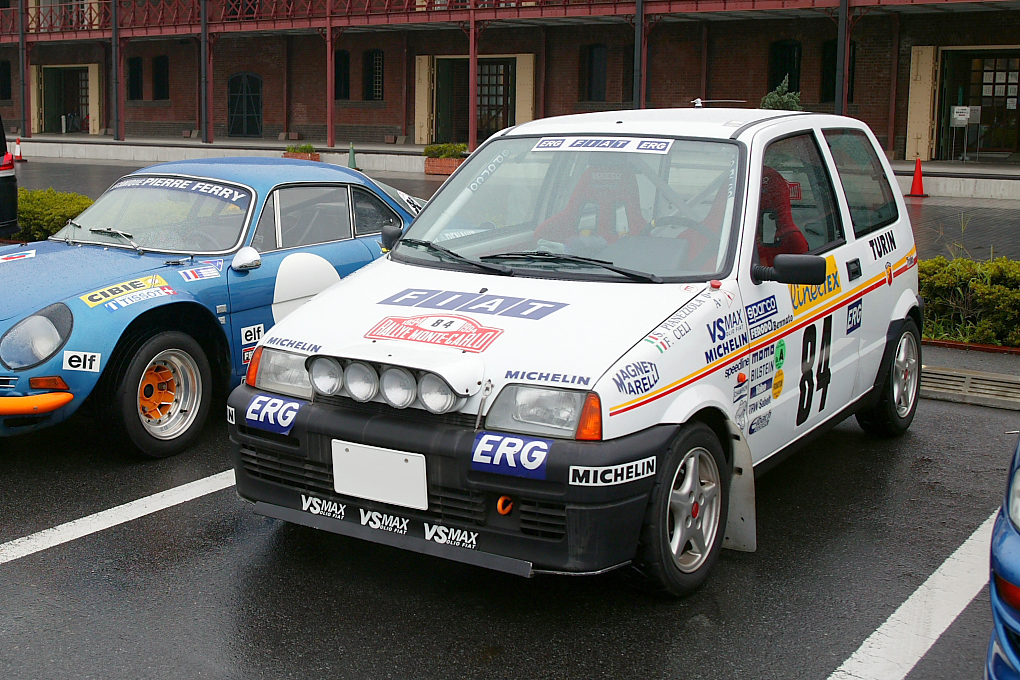
Cinquecento Trofeo.

La Cinquecento a disputé plusieurs rallyes. Une coupe de marque fut créée pour le lancement de la Cinquecento trofeo, coupe qui existera même dans de nombreux pays dont la France.
La trofeo était construite sur des modèles "S" de 900 cm3 préparé, et destiné donc pour la compétition. Un Groupe A sera par la suite développé sur la base 1 108 cm3 de la Sporting pour le trophée au rallye de Monte Carlo entre autres, mais aussi en championnat de France aux mains de Priscille de Belloy (préparée par DG racing).

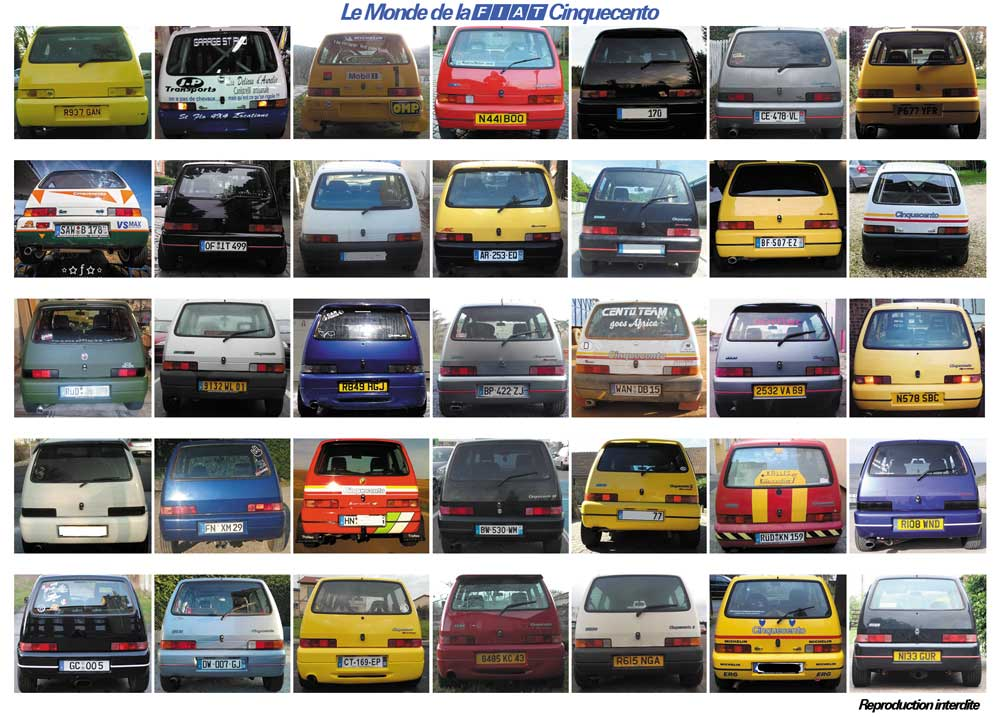

De nombreux pilotes tels Cédric Robert y ont fait leurs premières armes[réf. nécessaire].
La Cinquecento Troféo en 1993 était proposée sous forme de kit à 72 000 F sur le marché français, soit 10 976 €. En 1993, date de sa sortie, elle constitue l'une des voitures de rallye les moins chères du marché. Le but pour Fiat étant de cibler les débutants en rallye.
La Cinquecento Troféo en 1996 était proposée sous forme de kit à 75 000 F sur le marché français, soit 14 433 €. (Publicité magazine ci-contre)
Son faible poids lui permet par ailleurs de se dispenser d'une mécanique très puissante.
Extérieurement, elle se différencie par sa peinture et ses stickers (le damier sur le toit entre autres), la rampe de feux fixée au capot, les jantes alu de marque Speedline, les bavettes garde-boue, les attaches rapides sur le capot et le hayon.
Elle était dotée des équipements suivants dans l'habitacle :
- Arceau 4 points boulonné
- Sièges baquets de marque Sparco, assortis avec des panneaux de porte rouges
- Tableau de bord d'origine
- Volant sport de marque Momo
- Tableau de bord agrémenté d'un compte-tours rapporté sur sa casquette
- Pédalier type rallye et repose-pieds
- Extincteur situé sous le siège copilote
- Pack démarrage
- Coupe circuit
- Ventilateur

Le copilote bénéficiait d'un tripmasters très utile pour suivre son Roadbook entre autres, et d'une lampe et d'une sacoche pour ses notes.
Le moteur faisant office était l'antique 900 cm3 à chaine, moteur de conception ancienne déjà à l'époque, l'arbre à cames étant entre autres situé au niveau bas moteur, et non directement dans la culasse. Il passait semble-t-il à 62 ch après préparation par la firme italienne. Des pièces ont été changées par rapport aux modèles de série (notamment l'arbre à came), le culbuteur, les soupapes, l'admission d'air directe, un nouveau calculateur et le système d’échappement qui a été revu.
Un Groupe A sera par la suite développée sur la base 1 108 cm3. de la Sporting pour le trophée au rallye de Monte Carlo entre autres, mais aussi en championnat de France aux mains de Priscille de Belloy (préparée par DG racing).
| Année | Conducteur          |
| ----- | ------------------- |
| 1997  | Cédric Petiet       |
| 1996  | Cédric Robert       |
| 1995  | Renaud Poutot       |
| 1994  | Priscille De Belloy |
| 1993  | Benoît Duchêne      |

(NB : elle remporta la Coupe des Dames du rallye Monte-Carlo à trois reprises consécutives, en 1996 (Ana Arche), 1997 (Maria-Paola Fracassi) et 1998 (Roberta Rossi)).

## Fin de carrière
La production du modèle continue jusqu'en 1998 pour atteindre 1 164 525 exemplaires.
La Cinquecento a été remplacée par la Fiat Seicento, pour 600 en italien, qui repose sur la même base. La Seicento dont le code interne est 187, n'est qu'une mise à jour du châssis (amélioration de la sécurité) et des mécaniques (respect des normes antipollution). Ceci lui vaut d'être 50 kg plus lourde que la Cinquecento et de disposer d'un catalogue plus important avec le moderne moteur 1100 Fire. Certains observateurs additionnent la production des deux modèles.[réf. nécessaire]
 (avril 2022).
Aujourd'hui, les Cinquecento Sporting notamment commencent à être considérées comme des Youngtimers (des voitures de pré-collection), qui ont environ 20 ans maintenant. Les modèles en bon état se négocient entre 1200 et 1 800 euros (2015).

## Production
| Année | Volume de production |
| ----- | -------------------- |
| 1991  | 6,020                |
| 1992  | 83,299               |
| 1993  | 192,294              |
| 1994  | 188,973              |
| 1995  | 204,508              |
| 1996  | 205,296              |
| 1997  | 203,589              |
| 1998  | 80,546               |